# Rogatka Pod Kasarnią w Krakowie
Rogatka Pod Kasarnią, Rogatka Wrocławska (również jak inne rogatki Krakowa zwana urzędem liniowym podatku spożywczego) – dawna rogatka w Krakowie, w dzielnicy V przy ulicy Wrocławskiej 91, wzniesiona w stylu modernistycznym.

## Historia
Budynek został wybudowany w 1911 roku, według projektu wykonanego przez Zygmunta Ostafina, w stylu modernistycznym, w związku z rozporządzeniem Krajowej Dyrekcji Skarbu we Lwowie z dnia 1 stycznia 1911, na mocy której została przesunięta linia akcyzowa tak, aby obejmowała nowe dzielnice. Wówczas w mieście powstało 17 nowych rogatek miejskich razem z rogatką Pod Kasarnią.
30 stycznia 2013 rogatka została wpisana do rejestru zabytków. Znajduje się także w gminnej ewidencji zabytków.